# Кандымов, Сеидбай Кандымович
Сеидбай Кандымович Кандымов, Сейитбай Гандымов (туркм. Seýitbaý Gandymow) — туркменский государственный деятель, Заслуженный экономист Туркменистана.

## Биография
Родился в 1949 году в с. Карач Фарабского района Чарджоуской области.
Образование высшее. В 1974 г. окончил Туркменский сельскохозяйственный институт им. М.Калинина. В 1987 г. окончил Московский институт народного хозяйства им. Г.Плеханова. По специальности — экономист.
Обучался в аспирантуре Института экономики Академии наук Туркменистана.
Трудовую деятельность начал в 1968 году бухгалтером, заместителем главного бухгалтера Дейнауского отделения Госбанка СССР. Далее работал главным бухгалтером Фарабского отделения Госбанка СССР, главным бухгалтером, временно исполняющим обязанности управляющего, управляющим Нефтезаводским районным отделением Госбанка СССР, начальником Чарджоуского городского управления Госбанка СССР, начальником управления Жилсоцбанка, начальником Чарджауского областного управления Туркменбанка, Председателем правления конторы АКБ «Туркменистан» по г. Ашхабаду.
24.05.1999 — 06.05.2002 — председатель правления Центрального Банка Туркменистана.
????—06.05.2002 — исполнительный директор банка «Президентбанк» Туркменистана.
06.01.2000—06.05.2002 — Заместитель председателя Кабинета Министров Туркменистана.

## Награды и звания
- Орден «Галкыныш»
- Медаль «Гайрат»
- Медаль «За любовь к отечеству»

## Подробности биографии
06.05.2002 года уволен с нетипичной формулировкой «за серьезные недостатки, допущенные в работе, и необеспечение должного руководства порученным участком работы». 
На расширенном заседании Кабинета министров Туркменистана 06.05.2002 С. Ниязов публично обвинил С. Кандымова в получении взяток, кумовстве, превышении служебных полномочий и связях с оппозицией. 
С. Кандымов был осужден, приговорен к лишению свободы. Дальнейшая судьба неизвестна.